# Чингизтау
Чингизтау (на казахски: Шыңғыстау; на руски: Чингизтау) е нископланински масив в източната част на Казахската хълмиста земя, в Казахстан, на територията на Източноказахстанска област. Дължина от северозапад на югоизток около 200 km. На юг се свързва със северните разклонения на планината Тарбагатай, а на запад – с Каркаралинските планини на Казахската хълмиста земя. На северозапад височината достига до 1078 m (връх Косбастау), а на югоизток в хребета Акшатау се издига връх Кособа 1304 m, (48°15′02″ с. ш. 79°39′47″ и. д. / 48.250556° с. ш. 79.663056° и. д.), най-високата точка на масива. Изграден е от палеозойски пясъчници, шисти, варовици и порфирити. Склоновете му са силно разчленени от речни долини, сухи дерета и оврази. От него във всички направления водят началото си множество реки, като всички се губят или в пясъците на околните пустини, или в множество временни и засолени езера. Най-големите реки извиращи от масива Чингизтау са: Шаган и десният ѝ приток Ашчъсу, спадащи към басейна на река Иртиш, Баканас и множество десни притоци на Аягуз, принадлежащи към водосборния басейн на езерото Балхаш. Склоновете на масива са заети от планински степи, а в долините се срещат малки осиково-брезови горички с примеси от върбалак. В източното му подножие са разположени град Аягуз и районния център село Караул, а в западното му подножие – районния център село Баршатас.